# كيث هيوز
كيث هيوز (29 يونيو 1968 في الولايات المتحدة - 8 فبراير 2014) (بالإنجليزية: Keith Hughes) هو مدرب كرة سلة ولاعب كرة سلة أمريكي في مركز هجوم قوي الجسم. لعب مع Syracuse Orange ‏.

## وصلات خارجية
- كيث هيوز على موقع سبورتس رفرنس (الإنجليزية)
- كيث هيوز على موقع كرة السلة الأوروبية.كوم (الإنجليزية)
- كيث هيوز على موقع كلية كرة السلة في سبورتس رفرنس.كوم (الإنجليزية)
- كيث هيوز على موقع ريلجم (الإنجليزية)
- كيث هيوز على موقع بروبوليرز (الإنجليزية)